# Karabük (provincie)
Karabük is een provincie in Turkije. De provincie is 2864 km² groot en heeft 225.102 inwoners (2000). De hoofdstad is het gelijknamige Karabük.

## Bestuurlijke indeling

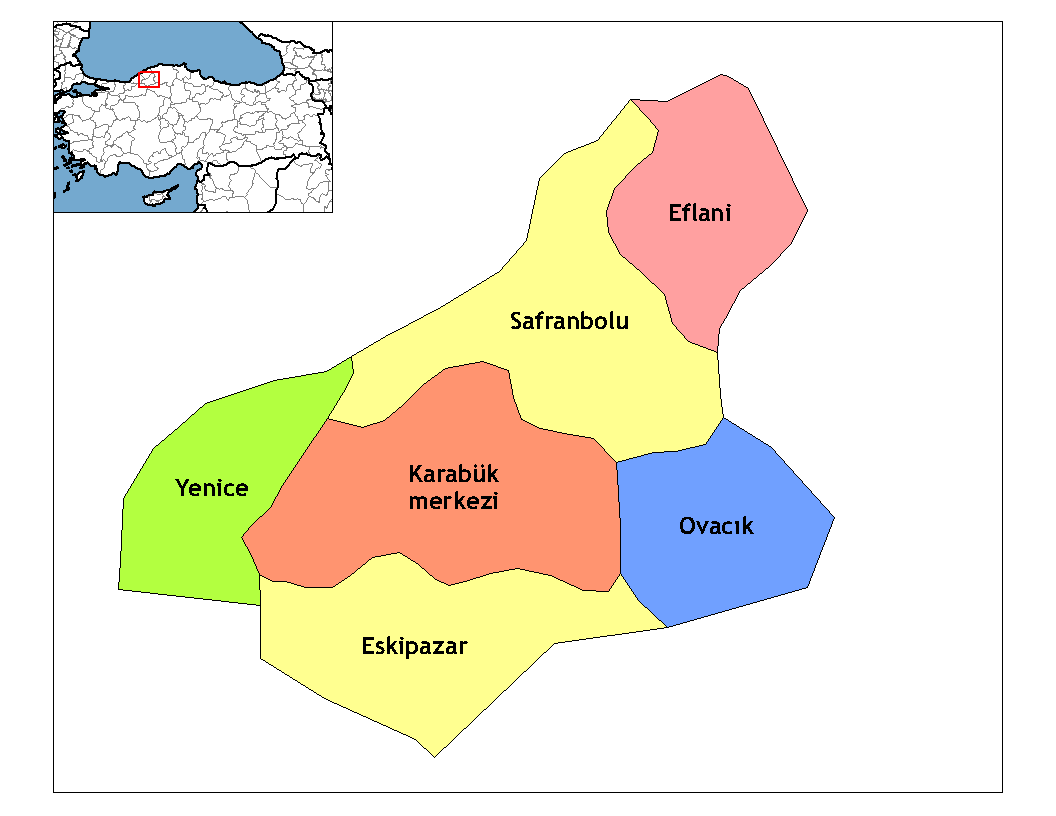
Districten van Karabük

### Districten
De provincie bestaat uit de volgende zes districten:
| - Eflani - Eskipazar - Karabük | - Ovacık - Safranbolu - Yenice |